# 甘佩倫
甘佩倫是瑞士的城鎮，位於該國中西部，由伯恩州負責管轄，面積10.83平方公里，海拔高度436米，2011年人口799，七成人口信奉基督教，人口密度每平方公里74人。

## 外部連結
- Website of the evangelical-reformed parish of Gampelen-Gals （页面存档备份，存于）